# Que Dios reparta suerte
Que Dios reparta suerte es el primer álbum de estudio del grupo musical español Gabinete Caligari, publicado en 1983. Algunas de sus canciones, como "Héroes de la U.R.S.S." o "Grado 33", aún conservan el tono oscuro que caracterizó la primera etapa del grupo. Sin embargo, en otras como "Que Dios reparta suerte", "Mentir" o "Sangre española" ya se aprecia la mezcla de rock y ritmos populares que acabaría convirtiéndose en una de las señas de identidad de la banda.

## Canciones
1. Tierra de nadie (2.56)
2. Mentir (3.30)
3. Que Dios reparta suerte (4.35)
4. Pérdidas blancas (3.35)
5. Héroes de la U.R.S.S (2.23)
6. Un día en Texas (2.30)
7. Sangre española (3.37)
8. Grado 33 (3.43)
9. Maquis (2.57)
10. Gresca gitana (3.36)
11. El arte de amar (5.08)

## Músicos
- Jaime Urrutia – Voz y guitarra.
- Ferni Presas – Bajo.
- Edi Clavo – Batería.
- Ulises Montero – Saxofón y armónica.
- Ana Curra - Teclados.
- Teresa Verdera – Teclados, pandereta y castañuelas.